# Bruno Cortez
Bruno Cortez (11 maart 1987) is een Braziliaans voetballer die als verdediger speelt bij Grêmio.

## Clubcarrière
Bruno Cortez speelde voor Braziliaanse, Qatarese, Portugese en Japanse clubs.

## Braziliaans voetbalelftal
Bruno Cortez maakte op 29 september 2011 zijn debuut in het Braziliaans voetbalelftal tijdens een vriendschappelijke wedstrijd tegen Argentinië.